# 南門町 (臺北市)
南門町為臺灣日治時期臺北市舊町名，共分一～六丁目，位於臺北城書院町之南，町名因鄰近南門而得名，屬南門外之龍匣口地區。戰後劃入古亭區，今臺北市中正區愛國西路、廣州街、重慶南路二段、南海路等之一部均在町內。

## 町內設施
- 南門小學校（四丁目，現南門國小）
- 衛戍病院（五丁目，和平醫院，現臺北市立聯合醫院和平院區）
- 台北植物園（六丁目）
  - 商品陳列館（現歷史博物館）
  - 建功神社（現教育資料館）
  - 武德殿
  - 林業試驗所